# 熊本市立杉上小学校
熊本市立杉上小学校（くまもとしりつ すぎかみしょうがっこう）は、熊本県熊本市南区城南町永にある公立小学校。

## 沿革
杉上東小学校
- 1874年（明治7年） - 坂本・蓍町・千原・永村・築地・出水・平野・今村学校設立
- 1887年（明治20年）10月 - 尋常蓍町小学校・尋常吉野小学校（4年制）となる。
- 1894年（明治27年）1月 - 杉上東部尋常小学校（吉野校）・杉上中部尋常小学校（蓍町校）となる。（4年制）
- 1905年（明治38年）4月1日 - 杉上東部尋常高等小学校、杉上中部尋常高等小学校（高等科2年、尋常科2年）となる。
- 1908年（明治41年）4月1日 - 杉上東部尋常小学校、杉上中部尋常小学校（6年制）となる。
- 1910年（明治43年）4月1日 - 合併して杉上東部尋常小学校（6年制）となり、現在地に所在
- 1919年（大正8年）4月1日 - 杉上村立杉上東部尋常高等小学校（高等科2年、尋常科6年）となる。
- 1941年（昭和16年）4月1日 - 杉上村立杉上東部国民学校（高等科2年、初等科6年）となる。
- 1947年（昭和22年）4月1日 - 杉上村立杉上東部小学校となる。
- 1955年（昭和30年）4月1日 - 町村合併により城南町立杉上東小学校となる。

杉上西小学校
- 1874年（明治7年） - 赤見・高村・碇・永村学校設立
- 1887年（明治20年）10月8日 - 尋常河南小学校（4年制）となる。
- 1894年（明治27年）1月6日 - 杉上西部尋常小学校（4年制）となる。
- 1905年（明治38年）4月1日 - 杉上西部尋常高等小学校（高等科2年、尋常科2年）となる。
- 1908年（明治41年）4月1日 - 杉上西部尋常小学校（6年制）となる。
- 1919年（大正8年）4月1日 - 杉上村立杉上西部尋常高等小学校（高等科2年、尋常科6年）となる。
- 1941年（昭和16年）4月1日 - 杉上村立杉上西部国民学校（高等科2年、初等科6年）となる。
- 1947年（昭和22年）4月1日 - 杉上村立杉上西部小学校となる。
- 1955年（昭和30年）4月1日 - 町村合併により城南町立杉上西小学校となる。

杉上小学校
- 1979年（昭和54年） - 杉上東小学校、杉上西小学校の統合により城南町立杉上小学校発足。
- 2010年（平成22年）3月23日 - 熊本市へ編入伴い熊本市立杉上小学校となる。

## 著名な出身者
- 米村知子（女子プロテニス選手）